# 沃羅尼夫卡 (韋謝利諾韋區)
47°21′8″N 30°59′27″E / 47.35222°N 30.99083°E
沃羅尼夫卡（烏克蘭語：Воронівка），是烏克蘭南部的村莊，隸屬尼古拉耶夫州的沃茲涅先斯克區。該村面積0.24平方公里，海拔高度112米，2001年人口62，人口密度每平方公里258.3人。